# Camponotus pellax
Camponotus pellax är en myrart som beskrevs av Santschi 1919. Camponotus pellax ingår i släktet hästmyror, och familjen myror. Inga underarter finns listade.